# Chameleon dvoupruhý
Chameleon dvoupruhý (Trioceros bitaeniatus) je menší druh chameleona žijící v horských oblastech východní Afriky. V Úmluvě o mezinárodním obchodu s ohroženými druhy volně žijících živočichů a rostlin je zařazen do přílohy II.
Je to ještěr s velkou hlavou, která nese nízkou konvexní přilbu bez límcových laloků, tělo je bočně zploštělé a ocas dlouhý a ovíjivý. Jako všichni chameleoni má i chameleon dvoupruhý oční víčka srostlá, zůstává jen malý otvor na zornici, a oči se mohou pohybovat do všech stran a nezávisle na sobě. Silné nohy jsou zakončené prsty srostlými v klíšťky, které předních končetinách tvoří tři vnější a dva vnitřní prsty, na pánevních je tomu naopak. Prsty jsou opatřené silnými drápy. Na bocích těla se táhnou dva rovnoběžné pruhy tvořené zhrublými šupinami, na hřbetě má dvouřadý, vysoký hřeben tvořený šupinami kuželovitými, výrazný je též hřeben hrdelní. Samci jsou štíhlejší než samice, obě pohlaví dorůstají maximálně 17–20 cm délky. V klidu jsou samci tyrkysově zelení, samice trávově zelené. Na bocích mají obě pohlaví tmavší kresbu tvořenou trojúhelníkovitými černozelenými skvrnami, které mají základnu hřbetním směrem a vrchol směřující k břichu ještěra.
Areál chameleona dvoupruhého ve východní Africe zahrnuje Keňu, Ugandu, Tanzanii, Etiopii a Somálsko. Tento druh obývá hory až do nadmořské výšky 3000 m n. m., vyskytuje se na okrajích lesa a v křovinách. Aktivní je během dne, kdy vyhledává potravu, hmyz, který uchvacuje lepkavým jazykem. Žije samotářským způsobem. Je ovoviviparní, samice klade 10-25 vajec, ze kterých se záhy klubou mláďata.

## Chov
Tento druh chameleona je vhodný k držení v páru v teráriu o rozměrech aspoň 40x50x70 cm. Terárium musí být dobře větrané, síťové či tvořené hmyzím pletivem, možný je také chov volně v místnosti. Terárium by mělo být hustě osázeno rostlinami, jako je filodendron, bilgergie či břečťan, nutností je každodenní rosení a pravidelné slunění nebo ozařování horským sluncem. Denní teplota pro chov se pohybuje mezi 20-25 °C, v noci je nižší, mezi 17-20 °C. V zajetí se chameleon dvoupruhý krmí především cvrčky vhodné velikosti, dále přijímá zavíječe, sarančata, šváby, pavouky, mouchy a jiný přiměřeně velký hmyz. Krmení je potřeba doplňovat vitamíny A, D a E a drcenými vaječnými skořápkami.